# MacArthur (Leyte)
Pour les articles homonymes, voir MacArthur.
MacArthur est une municipalité des Philippines située dans l'est de la province de Leyte, sur le golfe de Leyte. Elle tire son nom du général américain Douglas MacArthur.

## Subdivisions
MacArthur est divisée en 31 barangays :
- Batug
- Burabod
- Capudlosan
- Casuntingan
- Causwagan
- Danao
- General Luna
- Kiling
- Lanawan
- Liwayway
- Maya
- Oguisan
- Osmeña
- Palale 1
- Palale 2
- Poblacion District 1
- Poblacion District 2
- Poblacion District 3
- Pongon
- Quezon
- Romualdez
- Salvacion
- San Antonio
- San Isidro
- San Pedro
- San Vicente
- Santa Isabel
- Tin-awan
- Tuyo
- Doña Josefa
- Villa Imelda